# Turitempel
Turitempel is een bestuurslaag in het regentschap Demak van de provincie Midden-Java, Indonesië. Turitempel telt 2706 inwoners (volkstelling 2010).